# Танцевальная платформа
Танцевальная платформа, также известная как танцевальный мат, танцевальный коврик или дэнспад — плоский игровой контроллер, используемый в танцевальных играх. Иногда в России их неверно называют пара-пара. Существуют также не-танцевальные игры, в которых управление можно осуществлять с помощью дэнспада. Большая часть платформ напоминает матрицу 3×3 из квадратных панелей, на которые может становиться игрок. Некоторые панели, или даже все, используются для выбора определенного направления или действия в игре. Ряд танцевальных платформ имеет специальные кнопки вне основной части, например, «Start» и «Select». Платформы часто соединяют вместе для игры в специальных игровых режимах.
Популярные аркадные игры, такие, как «Dance Dance Revolution», «In The Groove» и «Pump It Up», используют большие стальные платформы, соединенные с аркадным автоматом, тогда как консольные версии обычно используют мягкие пластиковые дэнспады. Такие «домашние» платформы специально созданы для систем вроде GameCube, PlayStation или Xbox, но также могут использоваться и в компьютерных симуляторах, например, в «StepMania», благодаря специальным адаптерам.

## Типы танцевальных платформ
- «Мягкие» платформы — тонкие и сделаны из пластика. Некоторые из подобных платформ содержат плотную пену внутри или твердые вкрапления для большей устойчивости на полу.
- «Твердые» платформы обычно создаются из металла (иногда дерева) и часто сопровождаются поручнем за спиной у игрока. Аркадные автоматы используют долговечные металлические платформы. Изначально поручни ставились для безопасности. Умелые игроки выяснили, что играть удобнее, если повиснуть на поручне — поэтому даже для домашних машин самодельщики строят тяжёлые платформы, собранные из труб и уголков.

## Другие игры, в которые можно играть, используя дэнспад
Некоторые игры, для которых можно использовать дэнспад, не заключаются в том, чтобы нажатие стрелок ложилось на ритм песни:
- Многие из игр, разработанных для NES Power Pad
- Breakthrough Gaming Presents: Axel
- Мини-игры в Dance Dance Revolution: Mario Mix
- Kraft Rocking the Boat
- Kraft Soccer Striker
- Kraft Virtual Dojo
- DDR-A-Mole — игра, похожая на Whac-A-Mole[1]
- Crypt of the NecroDancer — игра в жанре Roguelike с управлением дэнспадом под музыку.